# Gwendoline Eastlakeová-Smithová
Gwendoline Eastlake-Smithová (14. srpna 1883 Londýn – 18. září 1941 Middleham) byla anglická tenistka. Na olympijských hrách v Londýně roku 1908 nastoupila do halové části turnaje (již neexistující) a vyhrála v ní ženskou dvouhru. Na Wimbledonu dosáhla nejlepších výsledků v letech 1908 a 1910, kdy postoupila do semifinále. Dva dny po olympijském vítězství se vdala za Wharrama Lamplougha, s nímž vyhrála krátce existující mistrovství ve čtyřhře pro manželské dvojice. Její otec Charles Eastlake Smith byl fotbalistou.